# Eugen Gmeiner
Eugen Friedrich Gmeiner, auch bekannt als Friedl Gmeiner, (* 26. August 1927 in Bukarest; † 17. Mai 1977 in Halifax) war ein österreichisch-kanadischer Organist.

## Leben
Eugen Gmeiner studierte bis 1949 Orgelspiel bei Karl Josef Walter an der Wiener Musikakademie. Anschließend war er bis 1956 als Organist an der Reformierten Stadtkirche in Wien angestellt. In dieser Zeit gab er oft Orgelkonzerte im Radio. Danach emigrierte Gmeiner nach Kanada, wo er als musikalischer Leiter an der Baptistenkirche in Wolfville tätig war und von 1956 bis 1977 Orgelspiel an der Acadia University lehrte. Ab 1957 war er Universitätsorganist.
Gmeiner war seit 1962 kanadischer Staatsbürger und gewann im selben Jahr als erster Kanadier die National Organ Competition in Fort Wayne in den USA. 1967 machte er einen Abschluss in Musik an der University of Michigan. Ausgedehnte Konzertreisen führten ihn durch Kanada, die USA und Europa. Eugen Gmeiner galt als herausragender Bach-Interpret und nahm mehrere Orgelwerke Bachs auf Schallplatte auf.